# 高階知也
高階 知也（たかしな ともや、1987年6月8日 - ）は、日本のバドミントン選手。
2012年、モルディブインターナショナルチャレンジに井谷和弥と男子ダブルスに出場し優勝。2017年、中国インターナショナルチャレンジに江藤理恵と混合ダブルスに出場し優勝。

## 所属チーム
- 1995年-2001年 壮瞥町バドミントンスポーツ少年団
- 2001年-2003年 壮瞥町立壮瞥中学校
- 2003年-2006年 関東第一高等学校
- 2006年-2011年 青山学院大学
- 2011年-2018年 トリッキーパンダース
- 2018年4月[5]-8月[6] 北海道コンサドーレ札幌バドミントンチーム

## 主な成績

### 国際大会（世界バドミントン連盟）
男子ダブルス
| 年     | 大会                         | ペア     | 対戦相手                             | スコア       | 結果   |
| ------ | ---------------------------- | -------- | ------------------------------------ | ------------ | ------ |
| 2017年 | 大阪インターナショナル       | 井谷和弥 | 王斯杰 諸葛露凱                      | 10-21, 19-21 | 準優勝 |
| 2012年 | モルディブインターナショナル | 井谷和弥 | Suwat Phaisansomsuk Wasapon Uttamang | 22-20, 29-27 | 優勝   |

混合ダブルス
| 年     | 大会                   | ペア     | 対戦相手  | スコア            | 結果 |
| ------ | ---------------------- | -------- | --------- | ----------------- | ---- |
| 2017年 | 中国インターナショナル | 江藤理恵 | 譚強 徐涯 | 11-7, 11-5, 13-11 | 優勝 |

  BWFインターナショナルチャレンジ大会
  BWFインターナショナルシリーズ大会
  BWFフューチャーシリーズ大会